# Koripallon miesten SM-sarjakausi 1990-1991
La Koripallon miesten SM-sarjakausi 1990-1991 è stata la 51ª edizione del massimo campionato finlandese di pallacanestro maschile. La vittoria finale è stata ad appannaggio del KTP-Basket.

## Risultati

### Stagione regolare
|     | Squadra           | G  | V  | P  | PF   | PS   | Pt. | Qualificazione                  |
| --- | ----------------- | -- | -- | -- | ---- | ---- | --- | ------------------------------- |
| 1.  | KTP-Basket        | 18 | 14 | 4  | 1697 | 1508 | 28  | girone finale                   |
| 2.  | UU-Korihait       | 18 | 12 | 6  | 1757 | 1724 | 24  | girone finale                   |
| 3.  | HoNsU             | 18 | 11 | 7  | 1563 | 1481 | 22  | girone finale                   |
| 4.  | Helsingin NMKY    | 18 | 11 | 7  | 1556 | 1390 | 22  | girone finale                   |
| 5.  | ToPo Helsinki     | 18 | 10 | 8  | 1483 | 1511 | 20  | girone finale                   |
| 6.  | Pantterit         | 18 | 10 | 8  | 1469 | 1479 | 20  | girone finale                   |
| 7.  | Namika Lahti      | 18 | 9  | 9  | 1448 | 1429 | 18  | girone finale                   |
| 8.  | Turun NMKY        | 18 | 8  | 10 | 1508 | 1520 | 16  | girone finale                   |
| 9.  | Forssan Koripojat | 18 | 3  | 15 | 1410 | 1581 | 6   | girone promozione/retrocessione |
| 10. | Espoon Honka      | 18 | 2  | 16 | 1301 | 1589 | 4   | girone promozione/retrocessione |

### Girone finale
|    | Squadra        | G  | V  | P  | PF   | PS   | Pt. | Qualificazione |
| -- | -------------- | -- | -- | -- | ---- | ---- | --- | -------------- |
| 1. | KTP-Basket     | 32 | 24 | 8  | 3052 | 2725 | 48  | playoff        |
| 2. | HoNsU          | 32 | 20 | 12 | 2748 | 2621 | 40  | playoff        |
| 3. | ToPo Helsinki  | 32 | 19 | 13 | 2684 | 2618 | 38  | playoff        |
| 4. | UU-Korihait    | 32 | 19 | 13 | 3092 | 3071 | 38  | playoff        |
| 5. | Helsingin NMKY | 32 | 18 | 14 | 2651 | 2473 | 36  |                |
| 6. | Pantterit      | 32 | 16 | 16 | 2675 | 2687 | 32  |                |
| 7. | Turun NMKY     | 32 | 14 | 18 | 2678 | 2782 | 28  |                |
| 8. | Namika Lahti   | 32 | 11 | 21 | 2538 | 2706 | 22  |                |

## Playoff
|  | Semifinali | Semifinali    | Semifinali |       |    | Finale     | Finale | Finale |  |
|  |            |               |            |       |    |            |        |        |  |
|  | 1.         | KTP-Basket    | 3          |       |    |            |        |        |  |
|  | 1.         | KTP-Basket    | 3          |       |    |            |        |        |  |
|  | 4.         | UU-Korihait   | 0          |       |    |            |        |        |  |
|  | 4.         | UU-Korihait   | 0          |       | 1. | KTP-Basket | 3      |        |  |
|  |            |               |            |       | 1. | KTP-Basket | 3      |        |  |
|  |            |               | 2.         | HoNsU | 2  |            |        |        |  |
|  | 2.         | HoNsU         | 2.         | HoNsU | 2  | 3          |        |        |  |
|  | 2.         | HoNsU         |            |       |    |            |        |        |  |
|  | 3.         | ToPo Helsinki | 1          |       |    |            |        |        |  |

| Koripallon miesten SM-sarjakausi 1990-1991 |
| ------------------------------------------ |
| KTP-Basket 4º titolo                       |

## Premi e riconoscimenti
- MVP stagione regolare:  Larry Pounds, KTP-Basket
- Allenatore dell'anno:  Kari Liimo, KTP-Basket
- Miglior arbitro:  Carl Jungebrand